# 不可删除原理
在物理学中，量子信息论的不可删除原理（英語：no-deleting theorem）是一条不可行定理，它指出，通常情况下，给定某个任意量子态的两个副本，不可能删除其中一个副本。该原理是不可克隆原理（即任意量子态无法被复制）在时间反演下的对偶。此原理由阿伦·K·帕蒂（Arun K. Pati）和塞缪尔·L·布劳恩斯坦（ Samuel L. Braunstein）证明。直观地看，这是因为信息在幺正演化下是守恒的。
此定理颇为引人注目，因为从许多方面来看，量子态是脆弱的；但该定理断言，在特定情况下，量子态也同样是稳健的。
不可删除原理与不可克隆原理共同为从范畴论角度诠释量子力学，特别是将其表述为伴随对称幺半范畴，奠定了基础。这种被称为范畴量子力学的表述方式，进而将量子力学与作为量子信息论之逻辑的线性逻辑联系起来（这与经典逻辑建立在笛卡尔闭范畴之上的情况形成了精确的类比）。

## 概述
假设存在某个未知量子态的两个副本。在此背景下的一个核心问题是：给定这两个相同的副本，是否可能通过量子力学操作删除其中一个？事实证明，这是不可能的。不可删除原理是量子力学线性性质的一个推论。与不可克隆原理一样，该原理对量子计算、量子信息论以及广义的量子力学都具有重要意义。
量子删除过程设想在输入端接收某个任意未知量子态的两个副本，并在输出端得到一个空白态以及原始量子态的一个副本。用数学语言描述如下：
{\displaystyle U|\psi \rangle _{A}|\psi \rangle _{B}|A\rangle _{C}=|\psi \rangle _{A}|0\rangle _{B}|A'\rangle _{C}}
其中 {\displaystyle U} 是一个幺正算符，{\displaystyle |\psi \rangle _{A}} 是未知的量子态，{\displaystyle |0\rangle _{B}} 是空白态（通常指某个标准初始态，如基态），{\displaystyle |A\rangle _{C}} 是执行删除操作的装置（或称辅助系统）的初始态，而 {\displaystyle |A'\rangle _{C}} 则是该装置的最终态。
值得注意的是，经典比特可以被轻易地复制和删除，同样地，处于正交态的量子比特（例如 {\displaystyle |0\rangle } 和 {\displaystyle |1\rangle }）也可以被“删除”（更准确地说，是将其中一个副本重置为标准态）。例如，如果我们有两个相同的量子比特，都处于 {\displaystyle |0\rangle } 态（即系统态为 {\displaystyle |00\rangle }），或者都处于 {\displaystyle |1\rangle } 态（即系统态为 {\displaystyle |11\rangle }），那么我们可以将系统分别转换为 {\displaystyle |00\rangle }（对于输入 {\displaystyle |00\rangle }）和 {\displaystyle |10\rangle }（对于输入 {\displaystyle |11\rangle }）。在后一个例子中，我们成功地将第二个副本“删除”（重置为了 {\displaystyle |0\rangle }）。然而，从量子理论的线性性质可以推断，不存在一个普适的幺正算符 {\displaystyle U} 能够对任意叠加态 {\displaystyle |\psi \rangle } 完成这样的删除操作。

## 定理的严格表述
给定三个分别描述系统 {\displaystyle A}、{\displaystyle B}、{\displaystyle C} 的希尔伯特空间，其中系统 {\displaystyle A} 和 {\displaystyle B} 的希尔伯特空间是相同的（即它们是同类粒子或系统，可以承载相同的量子态）。 不可删除原理指出，不存在一个普适的幺正（或线性等距）变换 {\displaystyle U}，能够对于任意未知的量子态 {\displaystyle |\psi \rangle }，以及辅助系统的一个固定初始态 {\displaystyle |A\rangle _{C}}，实现如下操作： {\displaystyle U(|\psi \rangle _{A}\otimes |\psi \rangle _{B}\otimes |A\rangle _{C})=|\psi \rangle _{A}\otimes |0\rangle _{B}\otimes |A'_{\psi }\rangle _{C}} 此处，{\displaystyle |0\rangle _{B}} 代表系统B的一个标准空白态（例如基态），而 {\displaystyle |A'_{\psi }\rangle _{C}} 是辅助系统 {\displaystyle C} 的最终态。如果这样的操作对于任意 {\displaystyle |\psi \rangle } 都成立，那么可以证明，量子信息实际上并未从系统 {\displaystyle B} 中被删除，而是以某种形式被完整地转移到了辅助系统 {\displaystyle C} 中（即 {\displaystyle |A'_{\psi }\rangle _{C}} 会完全依赖于 {\displaystyle |\psi \rangle }，并携带其全部信息）。

### 证明
此定理对任意维度的希尔伯特空间中的量子态均成立。为清晰起见，我们考虑对两个相同的量子比特（qubit）进行删除操作的情况。假设存在一个满足上述删除条件的幺正变换 {\displaystyle U}。 首先，考虑 {\displaystyle U} 作用于两个正交基态 {\displaystyle |0\rangle } 和 {\displaystyle |1\rangle } 的副本上： 
1.  当输入为 {\displaystyle |\psi \rangle =|0\rangle } 时：    {\displaystyle U(|0\rangle _{A}|0\rangle _{B}|A\rangle _{C})=|0\rangle _{A}|0\rangle _{B}|A_{0}\rangle _{C}}2.  当输入为 {\displaystyle |\psi \rangle =|1\rangle } 时：    {\displaystyle U(|1\rangle _{A}|1\rangle _{B}|A\rangle _{C})=|1\rangle _{A}|0\rangle _{B}|A_{1}\rangle _{C}}其中 {\displaystyle |A_{0}\rangle _{C}} 和 {\displaystyle |A_{1}\rangle _{C}} 分别是对应情况下辅助系统 {\displaystyle C} 的末态。 现在，考虑一个任意的叠加态 {\displaystyle |\psi \rangle =\alpha |0\rangle +\beta |1\rangle }，其中 {\displaystyle \alpha } 和 {\displaystyle \beta } 是复数，满足 {\displaystyle |\alpha |^{2}+|\beta |^{2}=1}。如果我们拥有这个未知量子态的两个副本，即输入态为 {\displaystyle |\psi \rangle _{A}|\psi \rangle _{B}|A\rangle _{C}}，那么： {\displaystyle |\psi \rangle _{A}|\psi \rangle _{B}|A\rangle _{C}=(\alpha |0\rangle _{A}+\beta |1\rangle _{A})\otimes (\alpha |0\rangle _{B}+\beta |1\rangle _{B})\otimes |A\rangle _{C}}{\displaystyle \qquad =[\alpha ^{2}|0\rangle _{A}|0\rangle _{B}+\beta ^{2}|1\rangle _{A}|1\rangle _{B}+\alpha \beta (|0\rangle _{A}|1\rangle _{B}+|1\rangle _{A}|0\rangle _{B})]\otimes |A\rangle _{C}} 根据量子力学的线性叠加原理，幺正算符 {\displaystyle U} 作用于此叠加态的结果是 {\displaystyle U} 分别作用于各项之和： {\displaystyle U(|\psi \rangle _{A}|\psi \rangle _{B}|A\rangle _{C})=\alpha ^{2}U(|0\rangle _{A}|0\rangle _{B}|A\rangle _{C})+\beta ^{2}U(|1\rangle _{A}|1\rangle _{B}|A\rangle _{C})+\alpha \beta U((|0\rangle _{A}|1\rangle _{B}+|1\rangle _{A}|0\rangle _{B})|A\rangle _{C})} 代入前面正交基态的变换结果： {\displaystyle \qquad =\alpha ^{2}|0\rangle _{A}|0\rangle _{B}|A_{0}\rangle _{C}+\beta ^{2}|1\rangle _{A}|0\rangle _{B}|A_{1}\rangle _{C}+\alpha \beta U((|0\rangle _{A}|1\rangle _{B}+|1\rangle _{A}|0\rangle _{B})|A\rangle _{C})} 另一方面，如果删除操作确实成功，那么对于任意 {\displaystyle |\psi \rangle }，输出态应该具有以下形式： {\displaystyle |\psi \rangle _{A}|0\rangle _{B}|A'_{\psi }\rangle _{C}=(\alpha |0\rangle _{A}+\beta |1\rangle _{A})\otimes |0\rangle _{B}\otimes |A'_{\psi }\rangle _{C}} {\displaystyle \qquad =\alpha |0\rangle _{A}|0\rangle _{B}|A'_{\psi }\rangle _{C}+\beta |1\rangle _{A}|0\rangle _{B}|A'_{\psi }\rangle _{C}} 为了使这两种演化结果（通过线性和通过理想删除形式）对于任意的 {\displaystyle \alpha } 和 {\displaystyle \beta } 都相同，我们必须要求辅助系统的末态 {\displaystyle |A'_{\psi }\rangle _{C}} 具有线性依赖于 {\displaystyle \alpha } 和 {\displaystyle \beta } 的形式，即 {\displaystyle |A'_{\psi }\rangle _{C}=\alpha |A_{0}\rangle _{C}+\beta |A_{1}\rangle _{C}}（这里 {\displaystyle |A_{0}\rangle _{C}} 和 {\displaystyle |A_{1}\rangle _{C}} 是当输入分别为 {\displaystyle |0\rangle } 和 {\displaystyle |1\rangle } 时辅助系统的末态，与之前定义一致）。 将此代入理想删除输出形式，得到： {\displaystyle \alpha ^{2}|0\rangle _{A}|0\rangle _{B}|A_{0}\rangle _{C}+\alpha \beta |0\rangle _{A}|0\rangle _{B}|A_{1}\rangle _{C}+\alpha \beta |1\rangle _{A}|0\rangle _{B}|A_{0}\rangle _{C}+\beta ^{2}|1\rangle _{A}|0\rangle _{B}|A_{1}\rangle _{C}} 将此结果与通过线性演化得到的结果逐项比较：
- {\displaystyle \alpha ^{2}} 项：{\displaystyle |0\rangle _{A}|0\rangle _{B}|A_{0}\rangle _{C}}，两边匹配。

- {\displaystyle \beta ^{2}} 项：{\displaystyle |1\rangle _{A}|0\rangle _{B}|A_{1}\rangle _{C}}，两边匹配。

- {\displaystyle \alpha \beta } 项（交叉项）：  {\displaystyle U((|0\rangle _{A}|1\rangle _{B}+|1\rangle _{A}|0\rangle _{B})|A\rangle _{C})=|0\rangle _{A}|0\rangle _{B}|A_{1}\rangle _{C}+|1\rangle _{A}|0\rangle _{B}|A_{0}\rangle _{C}} 现在考虑辅助系统末态 {\displaystyle |A'_{\psi }\rangle _{C}=\alpha |A_{0}\rangle _{C}+\beta |A_{1}\rangle _{C}} 的归一化。由于对于任意满足 {\displaystyle |\alpha |^{2}+|\beta |^{2}=1} 的 {\displaystyle \alpha ,\beta }，{\displaystyle |A'_{\psi }\rangle _{C}} 都必须是归一化的（即 {\displaystyle \langle A'_{\psi }|A'_{\psi }\rangle =1}），并且假设 {\displaystyle |A_{0}\rangle _{C}} 和 {\displaystyle |A_{1}\rangle _{C}} 本身也是归一化的，那么这就要求 {\displaystyle |A_{0}\rangle _{C}} 和 {\displaystyle |A_{1}\rangle _{C}} 必须相互正交，即 {\displaystyle \langle A_{0}|A_{1}\rangle =0}。 如果 {\displaystyle |A_{0}\rangle _{C}} 和 {\displaystyle |A_{1}\rangle _{C}} 是两个正交的归一化态，那么态 {\displaystyle |A'_{\psi }\rangle _{C}=\alpha |A_{0}\rangle _{C}+\beta |A_{1}\rangle _{C}} 就唯一地编码了原始态 {\displaystyle |\psi \rangle =\alpha |0\rangle +\beta |1\rangle } 的所有信息（即系数 {\displaystyle \alpha } 和 {\displaystyle \beta }）。这意味着，通过对辅助系统 {\displaystyle C} 的末态 {\displaystyle |A'_{\psi }\rangle _{C}} 进行适当的幺正变换（局域操作），总可以恢复出原始的未知态 {\displaystyle |\psi \rangle }。 因此，量子信息并没有被真正“删除”（即从宇宙中彻底抹去其痕迹，同时保留系统A中的副本完好无损并将系统B置为空白态）。相反，系统B中的量子信息 {\displaystyle |\psi \rangle } 被完整地转移到了辅助系统 {\displaystyle C} 中。量子力学的线性性质不允许在保留一个副本的同时，完美地、不留痕迹地删除另一个任意未知量子态的副本。

## 推论
- 如果可以删除一个未知的量子态，那么利用两对EPR对，我们将能够以超光速发送信号。因此，对不可删除原理的违背与禁止通讯定理（禁止超光速通讯）是不相容的。
- 不可克隆原理和不可删除原理共同指向了量子信息的守恒性。
- 更强形式的不可克隆原理和不可删除原理赋予了量子信息一种持久性。要创建一个副本，必须从宇宙的某个地方“导入”信息；要删除一个态，则需要将其“导出”到宇宙的另一部分，在那里它将继续存在。